# Mogtédo
Mogtédo è un dipartimento del Burkina Faso classificato come comune, situato nella provincia di Ganzourgou, facente parte della Regione dell'Altopiano Centrale.
Il dipartimento si compone del capoluogo e di altri 24 villaggi: Bomboré V1, Bomboré V2, Bomboré V3, Bomboré V4, Bomboré V5, Bomboré V6, Bomboré V7, Gadghin, Mogtédo V1, Mogtédo V2, Mogtédo V3, Mogtédo V4, Mogtédo V5, Mogtédo V6, Nobsin, Rapadama V1, Rapadama V2, Rapadama V3, Rapadama V4, Rapadama V5, Rapadama V7, Rapadama V8, Rapadama V9 e Toéssin.